# Atherigona kenyaensis
Atherigona kenyaensis este o specie de muște din genul Atherigona, familia Muscidae, descrisă de Deeming în anul 1981.
Este endemică în Kenya. Conform Catalogue of Life specia Atherigona kenyaensis nu are subspecii cunoscute.